# Kubratovo, Sofia-capitala
Kubratovo (în bulgară Кубратово) este un sat în comuna Stolicina, regiunea Sofia-capitala,  Bulgaria. 

## Demografie
Componența etnică a satului Kubratovo
     Bulgari (89,03%)
     Nicio identificare (10,96%)
     Altele (0%)
La recensământul din 2011, populația satului Kubratovo era de 684 locuitori. Din punct de vedere etnic, majoritatea locuitorilor (89,03%) erau bulgari. Pentru 10,96% din locuitori nu este cunoscută apartenența etnică.